# حرية الفكر

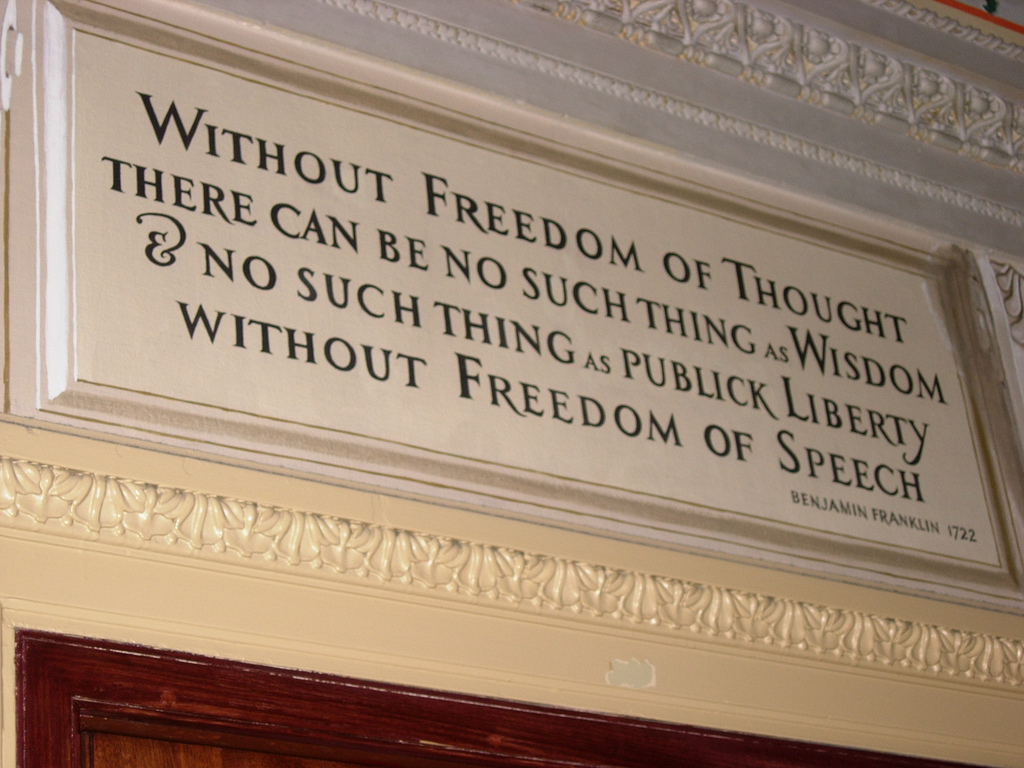
حرية الفكر - بن فرانكلين

حرية التفكير أو حرية الأفكار هو مفهوم ينص على حرية الفرد في أن يكون له آراء أو تصورات مستقلة عن آراء الآخرين حول موضوع معين.
يرتبط مفهوم حرية التفكير بمفاهيم حرية الدين، وحرية التعبير على الرغم من الاختلاف فيما بين تلك المفاهيم، ويعتبر أحد الحريات الرئيسية التي نص عنها الإعلان العالمي لحقوق الإنسان في المادة 18 تحت نص «لكل شخص الحق في حرية التفكير والضمير والدين، ويشمل هذا الحق حرية تغيير ديانته أو عقيدته، وحرية الإعراب عنهما بالتعليم والممارسة وإقامة الشعائر ومراعاتها سواء أكان ذلك سراً أم مع الجماعة.» بالإضافة إلى أن دساتير معظم ديمقراطيات العالم الغربي تحترم هذا الحق لمواطنيها.

## الفكرة العامة
تعد حرية الفكر تمهيد وأساس للحريات الأخرى، ومن ثم ترتبط ارتباطا وثيقًا بها، بما في ذلك حرية الدين وحرية الكلام وحرية التعبير. رغم أن حرية الفكر أمر بديهي بالنسبة للعديد من الحريات إلا أنهم ليسوا ضرورين بأي حال من الأحوال لها لكي تستمر. لا يضمن مفهوم الحرية أو الحق شمولها أو شرعيتها أو حمايتها من خلال تحذير فلسفي، وهو مفهوم مهم جدًا في العالم الغربي وجميع الدساتير الديمقراطية تقريبًا تحمي هذه الحريات. تحتوي وثيقة الحقوق على الضمان الشهير في التعديل الأول بعدم جواز إصدار قوانين تتعارض مع الدين «أو تحظر الممارسة الحرة له» وذلك طبقًا لقاضي المحكمة العليا الأمريكية بنيامين كاردوزو في قضية بالكو كونيتيكت (1937).
حرية الفكر هي الأساس، الشرط الذي لا غنى عنه لكل شكل آخر تقريبًا من أشكال الحرية. مع الانحرافات النادرة، يمكن تتبع اعتراف واسع النطاق بهذه الحقيقة في تاريخنا السياسي والقانوني.
وتشكل هذه الأفكار أيضًا جزءًا حيويًا من القانون الدولي لحقوق الإنسان. وفي الإعلان العالمي لحقوق الإنسان، والذي يُعد ملزم قانوني للدول الأعضاء في العهد الدولي الخاص بالحقوق المدنية والسياسية، فإن «حرية الفكر» مُدرجة في المادة رقم 18:
«لكل شخص الحق في حرية الفكر والوجدان والدين؛ هذا الحق يشمل حرية تغيير دينه أو معتقده، وحريته سواء بمفرده أو مع الآخرين وعلنًا أو خصوصًا في إظهار دينه أو مُعتقده في التدريس والممارسة والعبادة والاحتفال».
تصرح اللجنة المعنية بحقوق الإنسان التابعة للأمم المتحدة أن ذلك يُميز حرية الفكر أو الوجدان أو الدين أو المعتقد عن حرية المجاهرة بالدين أو المعتقد، وهي لا تسمح بأي قيود من أي نوع علي حرية الفكر والوجدان أو على حرية اعتناق دين أو معتقد يختاره الشخص. وهذه الحريات محمية دون قيد أو شرط وبالمثل تنص المادة 19 من الإعلان الخاص بحقوق الإنسان على أن «لكل شخص الحق في حرية الرأي والتعبير، وهذا الحق يشمل حرية تبني الآراء دون تدخل».

## تاريخ تطور الفكرة وقمعها
من المستحيل أن نعرف بالتحديد ما يفكر به شخص آخر، مما يجعل قمع الفكر صعبًا. تطور المفهوم في الكتاب المقدس (الإنجيل)، بالتحديد في كتابات بولس الطرسوسي (مثال:«ولماذا يجب على أحدهم أن يحكم على حريتي؟») من الرسالة الأولى إلى أهل كورنثوس.
بالرغم من أن فلاسفة الإغريق مثل سقراط وأفلاطون ناقشوا حرية الفكر جزئيًا، تُعتبر مراسيم الملك أشوكا (القرن الثالث قبل الميلاد) هي أولى الوثائق التي تحترم حرية الفكر والضمير. جاء في التراث الأوروبي الكثير من الفلاسفة والمفكرين المدافعين عن حرية الفكر، فبعيدًا عن مرسوم التسامح الدينيّ الذي أصدره قسطنطين الأول في ميلان عام 313، يُعتبر الفلاسفة ثامسطيوس وميشيل دو مونتين وباروخ سبينوزا وجون لوك وفولتير وجون ستيورات مل، من أبرز المدافعين عن فكرة حرية الضمير.
ألغت الملكة إليزابيث الأولى قانونًا يُحجِّم حرية الفكر في أواخر القرن السادس عشر، لأنه وتبعًا للسيد فرانسيس بيكون، هي «لم ترد أن تصنع نوافذ لأرواح الرجال وأفكارهم السريّة». كما لجأ إلى إنجلترا الفيلسوف والرياضياتيّ وعالم الفلك جوردانو برونو، هاربًا من محاكم التفتيش الرومانيّة، حيث نشر هناك عددًا من الكتب بخصوص الكون اللامتناهيّ ومواضيع أخرى كانت محرَّمة بأوامر الكنيسة الكاثوليكيّة. حُرق برونو في نهاية المطاف بعد ما ترك أمان إنجلترا باعتباره مهرطقًا في روما، بسبب رفضه أن يتراجع عن آرائه. ولهذا السبب يُعتبر برونو شهيدًا للفكر الحر.
تُقيد حرية التعبير خلال الرقابة والاعتقال وحرق الكتب والبروباغاندا، وهذه من الأمور التي تثبط حرية الفكر. ومن الأمثلة الشهيرة على ذلك؛ الحملات التي قادها الاتحاد السوفيتي ضد حرية التعبير معارضًا أبحاث الجينات لحساب نظرية تُعرف باسم الليسينكووية، وحملات حرق الكتب في ألمانيا النازيّة، ومعاداة الفكر في كامبوديا تحت حكم بول بوت، والمعوقات الصارمة التي تفرضها الحكومة الشيوعيّة في جمهوريّة الصين على حرية التعبير، وفي كوبا، أو خلال حكم الديكتاتوريات اليمينيّة مثل أوغستو بينوشيه في تشيلي أو فرانشيسكو فرانكو في إسبانيا.
تدعي نظرية النسبيّة اللغويّة أن الفكر مدفون في اللغة، مما يدعم القول بأن تحجيم استخدام بعض الكلمات في اللغة هو أداة من أدوات قمع حرية الفكر. طرح جورج أورويل هذه الفكرة في روايته 1984، حيث طرح فكرة عن لغة خياليّة في الرواية أطلق عليها «نيوسبيك» وهي نسخة منقَّحة من اللغة الإنجليزيّة تفتقر إلى القدرة على خلق مجازات وتشبيهات مما يحد من القدرة على التعبير عن الفكرة الأصليّة.

## المفهوم
الحرية الفكرية يشمل حرية اعتناق وتلقي ونشر الأفكار دون قيود <المرجع> مشاهدة بوصفها جزءا لا يتجزأ من المجتمع الديمقراطي والحرية الفكرية تحمي حق الفرد في الوصول، واستكشاف، والنظر، والتعبير عن الأفكار والمعلومات كأساس للمواطنين مطلعة الحكم الذاتي. وتشمل الحرية الفكرية حجر الأساس لحريات التعبير والكلام والصحافة وتتعلق بالحريات المعلومات والخصوصية.
في الأمم المتحدة تتمسك الحرية الفكرية كإنسان الأساسي الحق من خلال المادة 19 من الإعلان العالمي لحقوق الإنسان الذي يؤكد:
لكل شخص الحق في حرية الرأي والتعبير؛ ويشمل هذا الحق حريته في اعتناق الآراء دون مضايقة، وفي التماس وتلقي ونقل المعلومات والأفكار من خلال أي وسيلة ودونما اعتبار للحدود.
مؤسسة المكتبات على وجه الخصوص تقدر الحرية الفكرية كجزء من مهمتها لتوفير وحماية الوصول إلى المعلومات والأفكار. وجمعية المكتبات الأمريكية (ALA) يحدد حرية الفكرية بـ«حق كل فرد في كل من التماس وتلقي المعلومات من جميع وجهات النظر دون قيود». وهو ينص على حرية الوصول إلى جميع التعبير عن الأفكار من خلالها، وجميع الأطراف من سؤال، والسبب أو حركة يمكن استكشافها.
"
تطوير المفهوم الحديث للحرية الفكرية من المعارضة لحجز الرقابة 
يتم الترويج لها من قبل العديد من المهن والحركات. وتشمل هذه الكيانات، من بين أمور أخرى، المكتبات، التعليم، وحركة البرمجيات الحرة.

## قضايا
الحرية الفكرية تشمل العديد من المجالات بما في ذلك مسائل الحرية الأكاديمية، الإنترنت تصفية، ورقابة.
لأن أنصار قيمة الحرية الفكرية حق الفرد في اختيار المفاهيم الإعلامية ووسائل الإعلام في صياغة الفكر والرأي من دون تداعيات، والقيود المفروضة على الوصول وتشكل حواجز على خصوصية المعلومات قضايا الحرية الفكرية.
القضايا المحيطة القيود المفروضة على وصول ما يلي:
- الكتب المحظورة، كتاب تحترق، والتحديات التي تواجه الأدب
- الرقابة ومحاولات لفرض رقابة بما في ذلك، ولكن لا تقتصر على الرقابة كتاب، الرقابة فيلم، الرقابة على الموسيقى، الرقابة على خرائط، الرقابة على كلمات فردية أو رقابة كوميدي الكتب ولعبة فيديو الرقابة
- الرقابة الذاتية من الكتاب والمحررين والصحفيين، أو مكتبة المواد محددات
- تصفية شبكة الإنترنت من خلال البرنامج على محتوى مراقبة
- تصفية شبكة الإنترنت من خلال الرقابة على الإنترنت
- تشريعات السلامة على الإنترنت والمبادرات مثل حماية الطفل الإنترنت القانون (CIPA) والحي قانون حماية الإنترنت (NCIPA)
- صافي الحياد
- المعلومات الحكومية وقوانين حرية المعلومات

القضايا المتعلقة الحواجز لخصوصية المعلومات ما يلي:
- استخراج البيانات
- مراقبة
- حماية البيانات وخصوصية المعلومات القوانين والممارسات
- سرية السجلات مستخدمي المكتبة "من الوصول
- التشريعات التي علقت الحريات المدنية باسم الأمن القومي مثل قانون باتريوت وقانون الأمن الداخلي

بينما أنصار العمل حرية فكرية لمنع أعمال الرقابة، وتقدر قيمة المكالمات للرقابة على حرية التعبير. "في التعبير عن آرائهم وهمومهم، أن يكون بين الرقباء يمارسون نفس الحقوق أمناء المكتبات تسعى إلى حماية عندما يواجهون الرقابة. وعند انتقاداتهم معروفة، والناس الذين يعترضون على بعض الأفكار يمارسون نفس الحقوق التي يتمتع بها أولئك الذين تم إنشاؤها ونشرها في المواد التي يعترضون.
"